# Western Chivalry (film 1910)
Western Chivalry è un cortometraggio muto del 1910 scritto, prodotto, interpretato e diretto da Gilbert M. 'Broncho Billy' Anderson.

## Produzione
Il film fu prodotto dalla Essanay Film Manufacturing Company e venne girato a Golden, in Colorado.

## Distribuzione
Distribuito dalla Essanay Film Manufacturing Company, il film uscì nelle sale cinematografiche USA il 12 febbraio 1910. Nelle proiezioni, veniva programmato con il sistema dello split reel, accorpato in un'unica bobina con un altro cortometraggio prodotto dall'Essanay, Bitter-Sweet.